# Новодворовка (Северо-Казахстанская область)
Новодворовка (каз. Новодворовка) — село в Тайыншинском районе Северо-Казахстанской области Казахстана. Входит в состав Яснополянского сельского округа. Код КАТО — 596075400.

## Население
В 1999 году население села составляло 701 человек (345 мужчины и 356 женщин). По данным переписи 2009 года, в селе проживало 349 человек (170 мужчин и 179 женщин).

## История
Село основано в 1895 году немецкими переселенцами из Причерноморья.